# خط ایدو
ایدو (이두، هانجا :吏讀، به معنای «خواندن رسمی» ) یک سامانهٔ نوشتاری کهن است که زبان کره‌ای را با استفاده از هانجا می‌نمایاند. این خط که راهبان بودایی ساختندش، امکان ضبط واژگان کره‌ای از طریق معنی یا صدای معادل آن‌ها در زبان چینی را فراهم کرد.
اصطلاح «ایدو» شاید به خطوط گوناگونی که برای نوشتار کره‌ای از طریق حروف چینی (هانجا) تنظیم شدند و از اوایل دوران سه‌پادشاهی تا دورهٔ چوسان استفاده می‌شدند، اطلاق بشود. از این نظر، ایدو را باید شامل هیانگچال (خط محلی مورد استفاده برای نوشتن شعر بومی) و گوگیال هم دانست.

## زمینه
خط ایدو برای ضبط عبارات کره‌ای با استفاده از اَشکالِ چینی که با معنای چینی‌شان وام گرفته شده بودند گسترش یافت. این پدیده به عنوان هانجا هم شناخته می‌شود که همراه با نمادهای ویژه برای نمایاندنِ تکواژهای بومی کره‌ای، پایانه‌های فعلی و دیگر نشانگرهای دستوری که ویژهٔ کره‌ای بودند بود. این رخداد، تجزیه معنی و خوانش را دشوار می‌کرد و یکی از دلایلی بود که این سیستم به تدریج کنار گذاشته شد و هانگول پس از اختراعش در سدهٔ پانزدهم، جایگزینش شد. از این نظر، به دلیل تفاوت‌های دستوریِ کره‌ای با چینی، مشکلاتی که ژاپنی‌ها هم سرِ نگارشِ زبان ژاپنی با کانجی با آن‌ها مواجه شده‌بودند، گریبانِ کره‌ای‌ها را هم گرفتند. در ژاپن، استفاده اولیه از حروف چینی برای دستور زبان ژاپنی در مان‌یوگانا بود که کانا ، خط هجایی ژاپنی، جایگزینش شد.
نویسه‌ها (حروف) در خط ایدو، بر اساس صدای کره‌ای، صدای کره‌ای اقتباس‌شده یا معنایشان انتخاب می‌شدند و به برخی هم صدا و معنای کاملاً جدیدی به خود می‌گرفتند. در همان زمان، ۱۵۰ نویسهٔ تازه برای کره‌ای، عمدتاً برای نام افراد و مکان‌ها اختراع شد. خط ایدو عمدتا توسط اعضای طبقه جون‌گین به کار می‌رفت.
یکی از اهداف اولیه این خط، شفاف‌سازی و ادراک‌پذیرکردنِ اسناد دولتیِ چین به زبان چینی برای کره‌ای‌ها بود. همچنین از ایدو برای آموزش زبان چینی به کره‌ای‌ها استفاده می‌شد. خط‌مشی حقوقی سلسلهٔ چینی مینگ به طور کامل با استفاده از خط ایدو در سال ۱۳۹۵ میلادی به کره‌ای ترجمه شد. پس از دستورِ شاه‌تِه‌جونگ در سال ۱۴۱۴، از همین خط برای ترجمهٔ کتابِ ملزومات کشاورزی و نوغان‌داری (Nongsan jiyao) هم استفاده شد.